# キッド (DDG-993)
| USS Kidd (DDG-993) | |
| 艦歴               | |
| 発注               | 1978年3月23日 |
| 起工               | 1978年6月26日 |
| 進水               | 1979年8月11日 |
| 就役               | 1981年3月24日 |
| 退役               | 1998年3月12日 |
| その後             | 2006年11月に台湾海軍で再就役 |
| 性能諸元           | |
| 排水量             | 9,783 トン |
| 全長               | 171.6 m (563 ft) |
| 全幅               | 16.8 m (55 ft) |
| 吃水               | 9.6 m(31.5 ft) |
| 機関               | ゼネラル・エレクトリック LM 2500-30 ガスタービン4機, 2軸, 80,000 shp                                                                                  |
| 最大速             | 33ノット (61 km/h) |
| 航続距離           | 6,000海里 (20kt巡航時) |
| 乗員               | 士官31名、兵員332名 |
| 兵装               | Mk45 5インチ単装砲 2門 ファランクスCIWS 2基 ハープーン4連装発射筒 2基 Mk26連装発射機（SM-1MR→SM-2MR / アスロック兼用） 2基 Mk 32短魚雷3連装発射管 2基 |
| 艦載機             | SH-3 シーキング 1機 またはSH-2 シースプライト 2機 (台湾海軍) S-70C(M)サンダーホーク 2機                                                               |

キッド (USS Kidd, DDG-993) は、アメリカ海軍のミサイル駆逐艦。キッド級ミサイル駆逐艦のネームシップ。艦名は太平洋戦争での真珠湾攻撃において、戦艦アリゾナに乗艦し戦死したアイザック・キッド少将に因む。彼は第二次世界大戦で戦死した最初の海軍将官であった。

## 艦歴
当初はイラン王国によってコウローシュ (Kouroush：キュロス2世) の艦名で発注されたが、1979年のイラン革命でキャンセルとなった。その後強力な空気浄化機能、フィルターによる防砂機能、生物化学兵器戦への対応能力を持つ本艦はアメリカ海軍によってペルシャ湾と地中海での作戦行動に適任と認められ、採用されることとなった。
キッドは1981年に就役する。1987年には大西洋艦隊でマージョリー・ステレット戦艦基金賞を受賞した。
キッドは1998年に退役した。

## その後
退役後キッドは2004年に同級3隻と共に台湾に売却された。
当初台湾海軍では一番艦をKiddを中国語訳した紀徳 Chi Tehと命名する予定であったが、艦の状態からキッドは新ミサイル駆逐艦の三番艦とされ、同徳 Tong Tehと名付けられる予定であったのが変更となり左営(Tso Ying, DDG-1803)と命名された。
基隆級駆逐艦のネームシップはスコットとなった。